# Enkeltpersonforetak
Enkeltpersonforetak (ENK) to rodzaj jednoosobowej działalności gospodarczej w Norwegii.
Firma stanowi część majątku osobistego właściciela, który ponosi z tego tytułu pełną odpowiedzialność prawną i finansową. Założenie Enkeltpersonforetak nie wymaga uiszczenia opłaty rejestracyjnej w Brønnøysund Register Centre, posiadania kapitału własnego i jest zwolniona z obowiązku audytu.

## Opis
Firmę jednoosobową można założyć poprzez wypełnienie wniosku w urzędzie Brønnøysund Register Centre bądź drogą elektroniczną (za pomocą portalu Altinn). Rejestracja elektroniczna wymaga posiadania stałego numeru personalnego, kodów MinID i konta na Altinn.no. Trwa około 6 dni.
Działalność jednoosobową w zależności od jej charakteru należy wpisać do określonych rejestrów:
- Merverdiavgiftsregisteret – rejestr VAT, gdy obroty firmy w ciągu kolejnych 12 miesięcy przekroczą 50 000 NOK,
- Foretaksregisteret – rejestr handlowy, gdy firma zajmuje się handlem lub zatrudnia ponad pięciu pracowników,
- Aa-registeret – rejestr pracodawców, gdy firma zatrudnia pracowników[3].

W Norwegii nie ma rozdzielności między majątkiem właściciela, a majątkiem przedsiębiorstwa – za zobowiązania Enkeltpersonforetak odpowiada się całym majątkiem (danej osoby lub małżonków) w sposób nieograniczony.

## Firma przedsiębiorstwa
W nazwie przedsiębiorstwa jednoosobowego powinno znaleźć się nazwisko właściciela, które zostało wskazane we wniosku do Brønnøysund Register Centre. Jeśli właściciel nie umieści swojego nazwiska w nazwie przedsiębiorstwa, urząd w procesie rejestracyjnym doda do nazwy imię i nazwisko danej osoby.

## Koszty Enkeltpersonforetak
Koszty w norweskich firmach uzależnione są od rodzaju i zakresu świadczonych usług. Przedsiębiorca zobowiązany jest do udowodnienia zasadności poniesionych kosztów.
Koszty stałe:
- wynajem lokalu,
- abonament telefoniczny,
- amortyzacja, użytkowanie samochodu służbowego,
- zatrudnianie pracowników.

Koszty zmienne:
- materiały/towary,
- narzędzia/urządzenia,
- koszty podróży służbowych,
- koszty reprezentacji
- reklama,
- artykuły biurowe,
- koszty szkoleń.

Aby wyliczyć koszty prowadzenia działalności należy skorzystać z faktur kosztowych.

## Podatek dochodowy
Od 2019 roku podatek dochodowy w Norwegii wynosi 22% od zysku przedsiębiorstwa. Progi podatkowe regulują faktyczną wysokość podatku do zapłacenia – po ich przekroczeniu firma odprowadza większy procent podatku dochodowego.
Progi podatkowe ustanowione na rok 2019:
- I: 174 500-245 650 NOK – + 1,9%,
- II: 245 650-617 500 NOK – + 4,2%,
- III: 617 500-964 800 NOK – + 13,2%,
- IV: powyżej 964 800 NOK – + 16,2%[6].

Podatek dochodowy opłaca się w formie zaliczek, które urząd wylicza na podstawie zadeklarowanej kwoty przewidywanego zysku (overskudd), w wyznaczonych terminach:
- 15 marca,
- 15 maja,
- 15 września,
- 15 listopada[7].

## Podatek VAT
Przedsiębiorca jest zobowiązany do wpisania firmy jednoosobowej do rejestru VAT, jeśli obroty przedsiębiorstwa w ciągu kolejnych 12 miesięcy przekroczą 50 000 NOK (sprzedaż towarów i usług na każdym etapie sprzedaży). Podatek VAT naliczany jest od ceny sprzedaży, a w przypadku towarów importowanych od wartości statystycznej towaru.
sprzedaży, a w przypadku towarów importowanych od wartości statystycznej towaru.
Stawki VAT w Norwegii:
- podstawowa: 25%,
- zredukowana: 15% (produkty spożywcze i napoje),
- niska: 12% (usługi transportowe, kultura – kino, radio, telewizja)[10].

## Zatrudnianie pracowników
Firmy jednoosobowe mogą zatrudniać pracowników, ponoszą wtedy związane z tym koszty – stałe i zmienne.
Koszty stałe:
- Arbeidsgiveravgift: opłata z tytułu zatrudnienia pracownika – od 14,1% do 0% od kwoty wynagrodzenia brutto (w zależności od strefy)[11],
- ubezpieczenie emerytalne OTP – min. 2% od kwoty wynagrodzenia brutto,
- feriepenger[12] – 10,2% od kwoty wynagrodzenia brutto.

Koszty zmienne:
- zasiłek chorobowy,
- ubezpieczenie NNW,
- szkolenia HMS itp.,
- odzież robocza[13].